# Limnephilus fischeri
Limnephilus fischeri är en nattsländeart som beskrevs av Ruiter 1995. Limnephilus fischeri ingår i släktet Limnephilus och familjen husmasknattsländor. Inga underarter finns listade i Catalogue of Life.